# Essen
Essen AFI: [ˈɛsn̩], ouvirⓘ) ou Éssen é uma cidade da Alemanha localizada na Renânia do Norte-Vestfália. É a oitava maior cidade da Alemanha, com uma população de 582.659 habitantes (2017) e uma área de 210.37 km².
Situada na Região do Ruhr, uma zona que outrora foi um grande centro de extração de carvão e de produção de aço, Essen e toda Região do Ruhr encontram-se atualmente num período de reestruturação.
No ano 2010 Essen foi a Capital Europeia da Cultura (representando a Região do Ruhr), considerado uma etapa grande na mudança estrutural desde o declínio no carvão e nas indústrias de aço.

## Organização política-administrativa
Essen é uma cidade independente (kreisfreie Stadt) ou distrito urbano (Stadtkreis), ou seja, possui estatuto de distrito (Kreis).
em 1829 Essen era pouco mais que povoado rodeado de campos cultivados e bosques.

## Cultura

### Desporto
O clube de futebol da cidade chama-se Rot-Weiss Essen (em português: Vermelho-Branco Essen) que joga atualmente na Regionalliga West, ou seja a quarta divisão do Campeonato Alemão de Futebol.